# Johannes Wolf
Johannes Wolf, född 17 april 1869 i Berlin, död 25 maj 1947 i München, var en tysk musikhistoriker.
Wolf studerade under  Philipp Spitta och Heinrich Bellermann vid Berlins universitet och under Woldemar Bargiel vid Berlins musikhögskola. Han blev 1893 filosofie doktor vid Leipzigs universitet och 1908 professor i musikvetenskap vid Berlins universitet samt 1915 föreståndare för musikalieavdelningen i Königliche Bibliothek i Berlin. 
Genom arkivbesök runt på kontinenten utbildade sig Wolf till en av samtidens främsta musikhistoriska källforskare. Han redigerade 1899–1904 tillsammans med Oskar Fleischer Internationale Musikgesellschafts sammelband, utgav nya upplagor av äldre tonsättare (bland andra Heinrich Isaac och Jacob Obrecht). Han invaldes 1921 som ledamot av Kungliga Musikaliska Akademien i Stockholm.